# Marco Abreu
Marco Paulo Coimbra de Abreu (* 8. Dezember 1974 in Sá da Bandeira) ist ein ehemaliger angolanischer Fußballspieler. 
Abreu kam als Zweijähriger zu Beginn des angolanischen Bürgerkriegs zusammen mit seinen Eltern nach Portugal. Hier bestritt der Außenverteidiger seine gesamte Karriere, in der er niemals höher als in der zweiten Liga spielte. In seiner Zeit beim Portimonense SC (2005 bis 2007) wurde er zum Nationalspieler. Seine Nominierung im Alter von 31 Jahren war eine Reaktion auf die Suspendierung des vormaligen Stammspielers Yamba Asha, der 2005 des Dopings überführt wurde. 2006 bestritt er drei Länderspiele und nahm mit Angola am Afrika-Cup und an der Fußball-Weltmeisterschaft in Deutschland teil. Abreu kam bei der erstmaligen Teilnahme Angolas an einer WM nicht zum Einsatz und schied mit seiner Mannschaft nach der Vorrunde aus.